# قمة البريك 2010
قمة البريك 2010 الثانية الني عقدت في برازيليا في البرازيل في 16 أبريل 2010. وهي القمة الرسمية الثانية التي ضمت رؤساء أربعة دول في البرازيل روسيا الهند الصين كما شهدت القمة مشاركة رئيس جنوب أفريقيا وفلسطين ممثلة بوزير الخارجية رياض المالكي.
استخدم الاختصار BRIC (مشتق من Brazil وRussia وIndia وChina) لأول مرة في أطروحة غولدمان ساكس التي تتوقع الإمكانات الاقتصادية للبرازيل وروسيا والهند والصين.

## القادة المشاركون

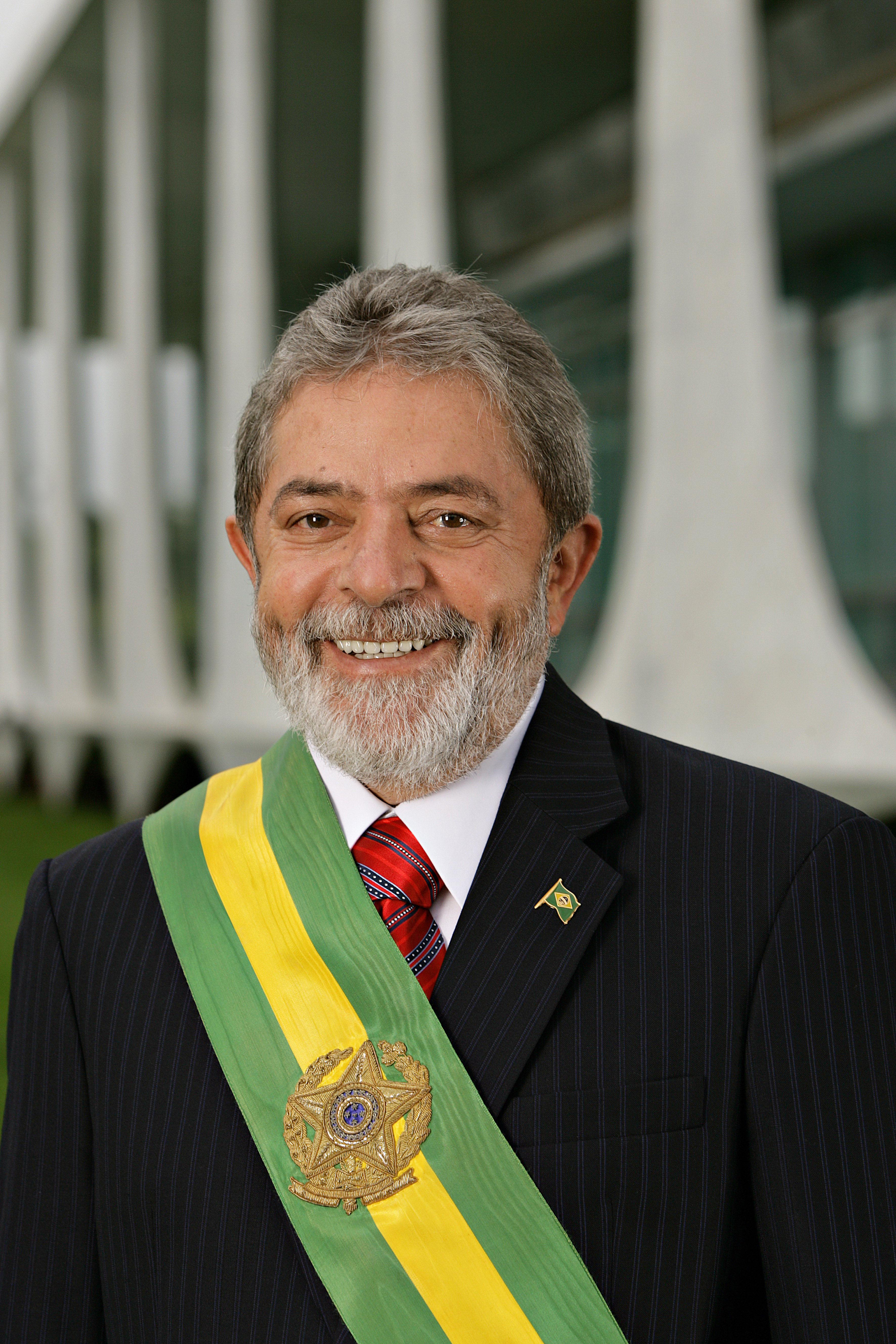
لويس إيناسيو لولا دا سيلفا، الرئيس (المضيف)
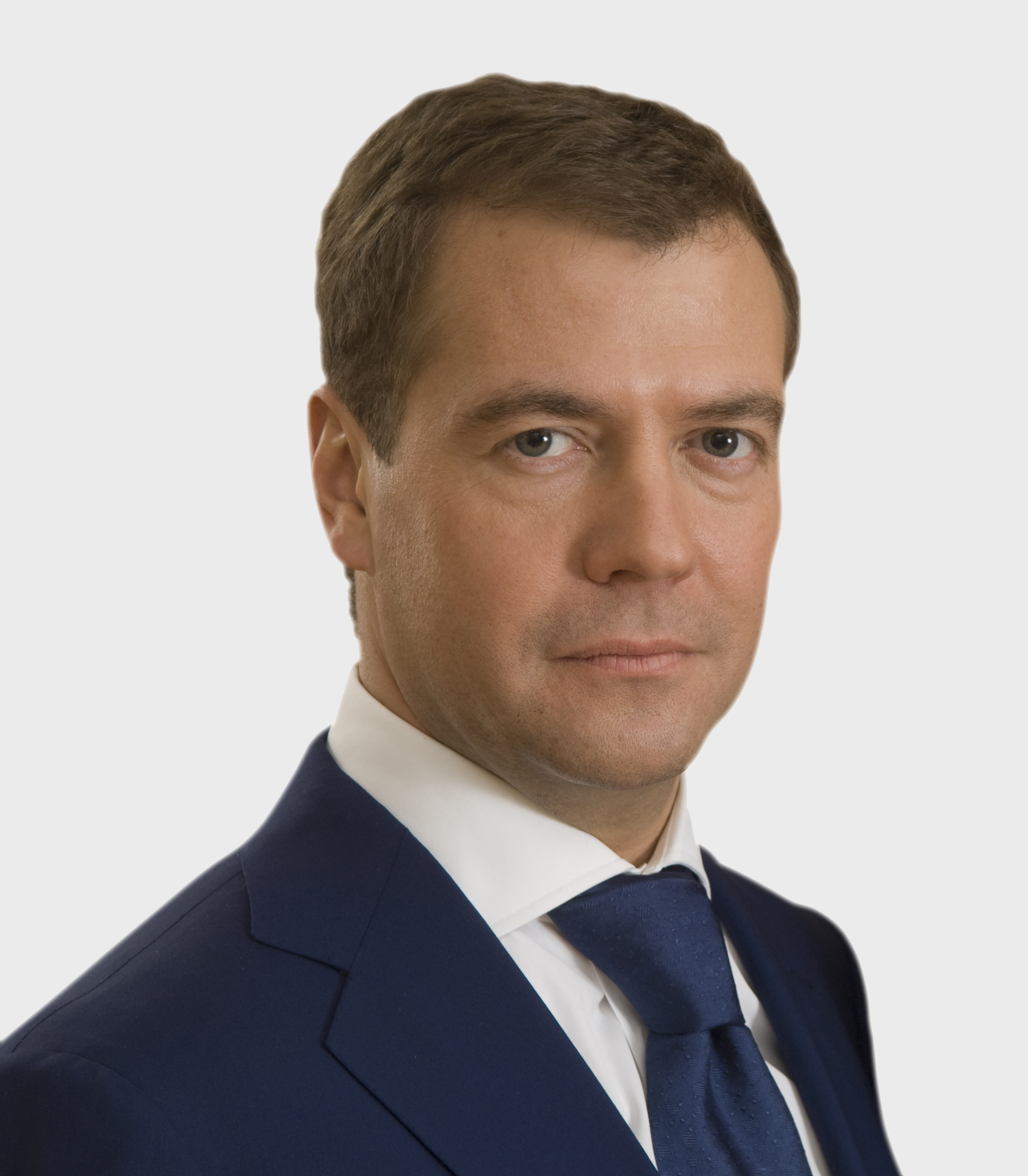
دميتري ميدفيديف، الرئيس
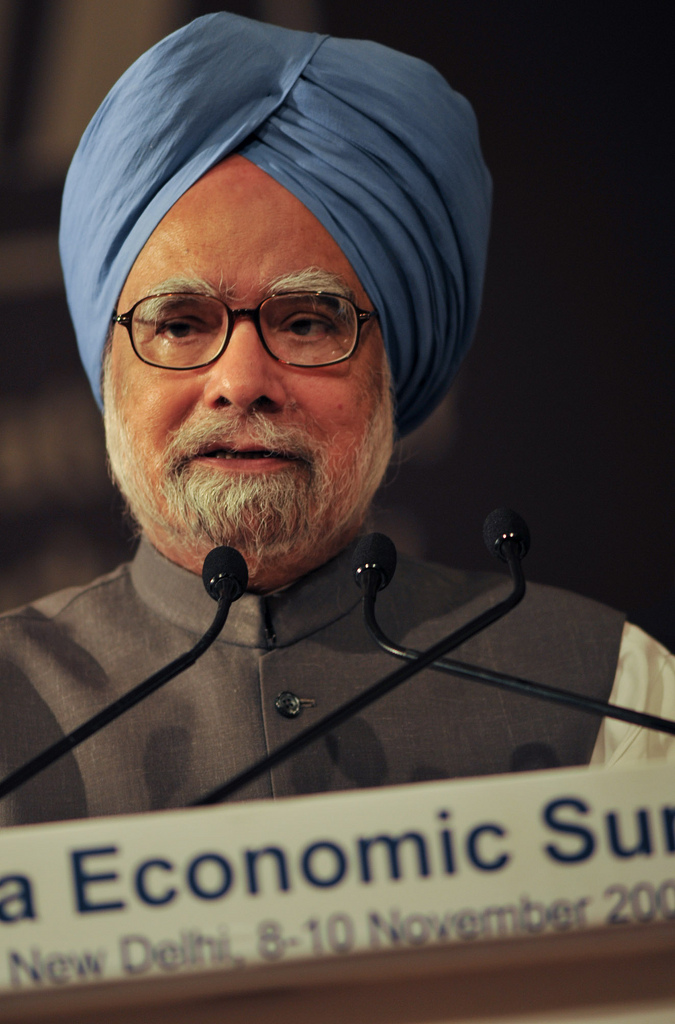
مانموهان سينغ، رئيس الوزراء
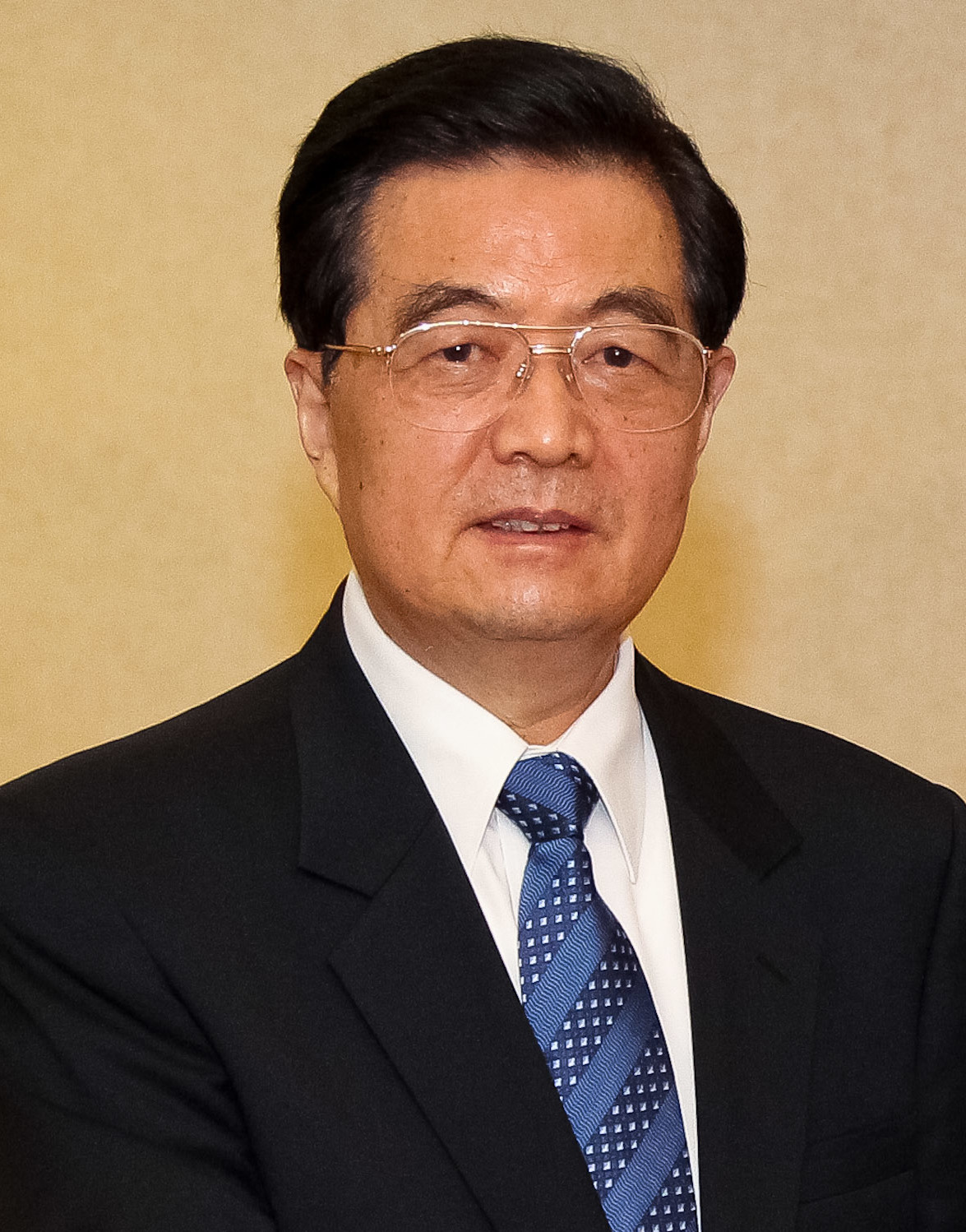
هو جينتاو، الرئيس

الضيوف

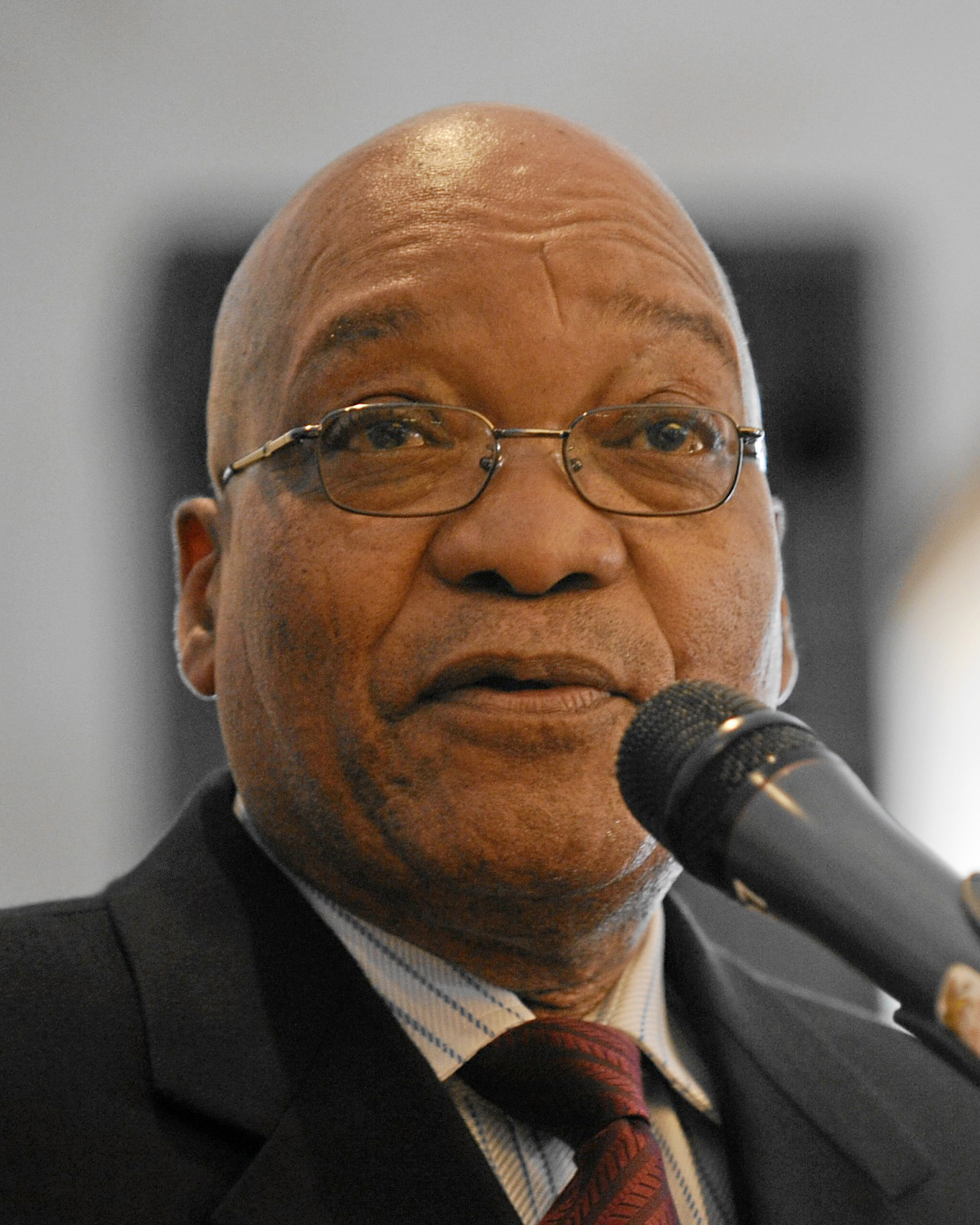
جاكوب زوما، الرئيس
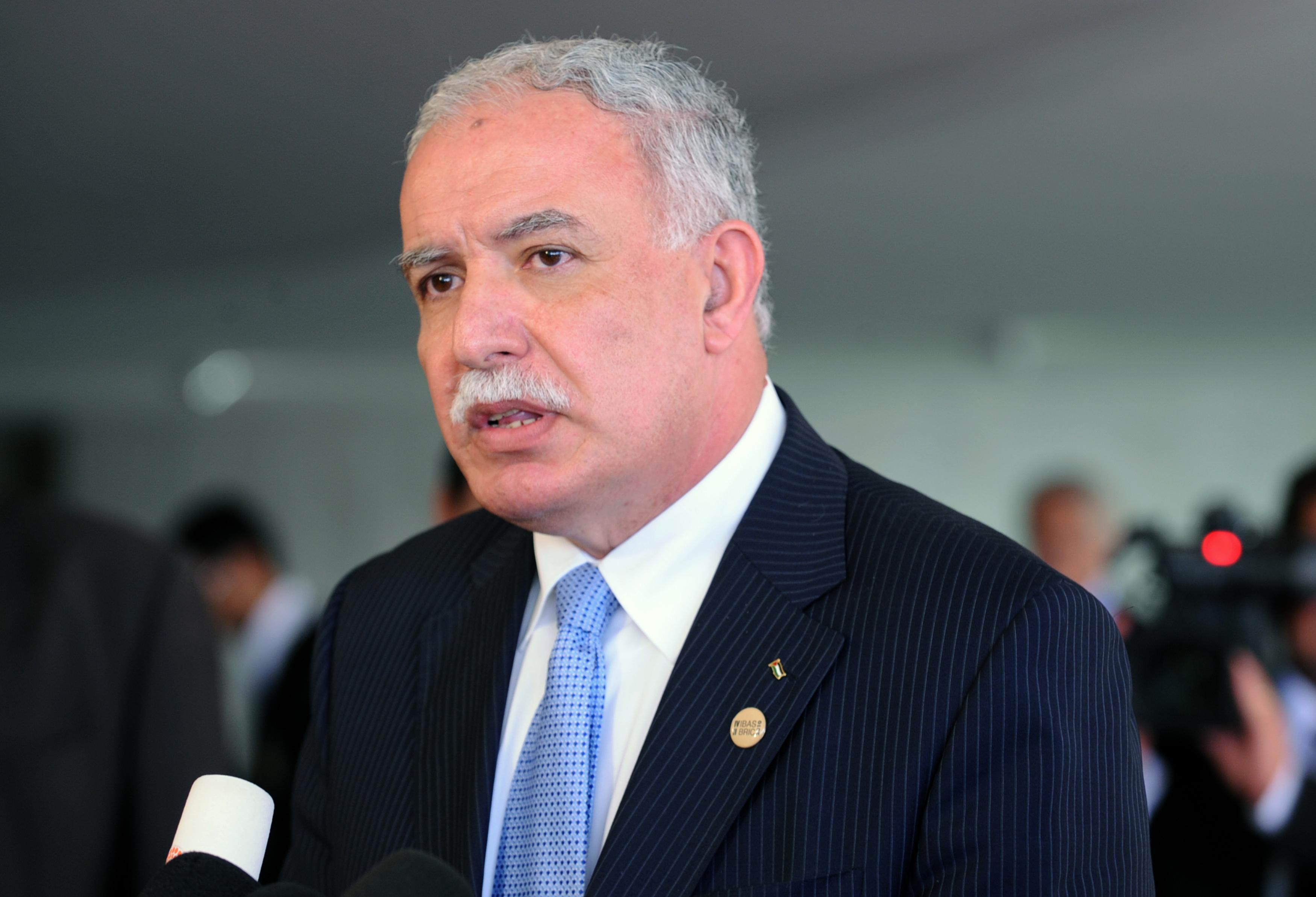
رياض المالكي، وزير الخارجية

## القضايا

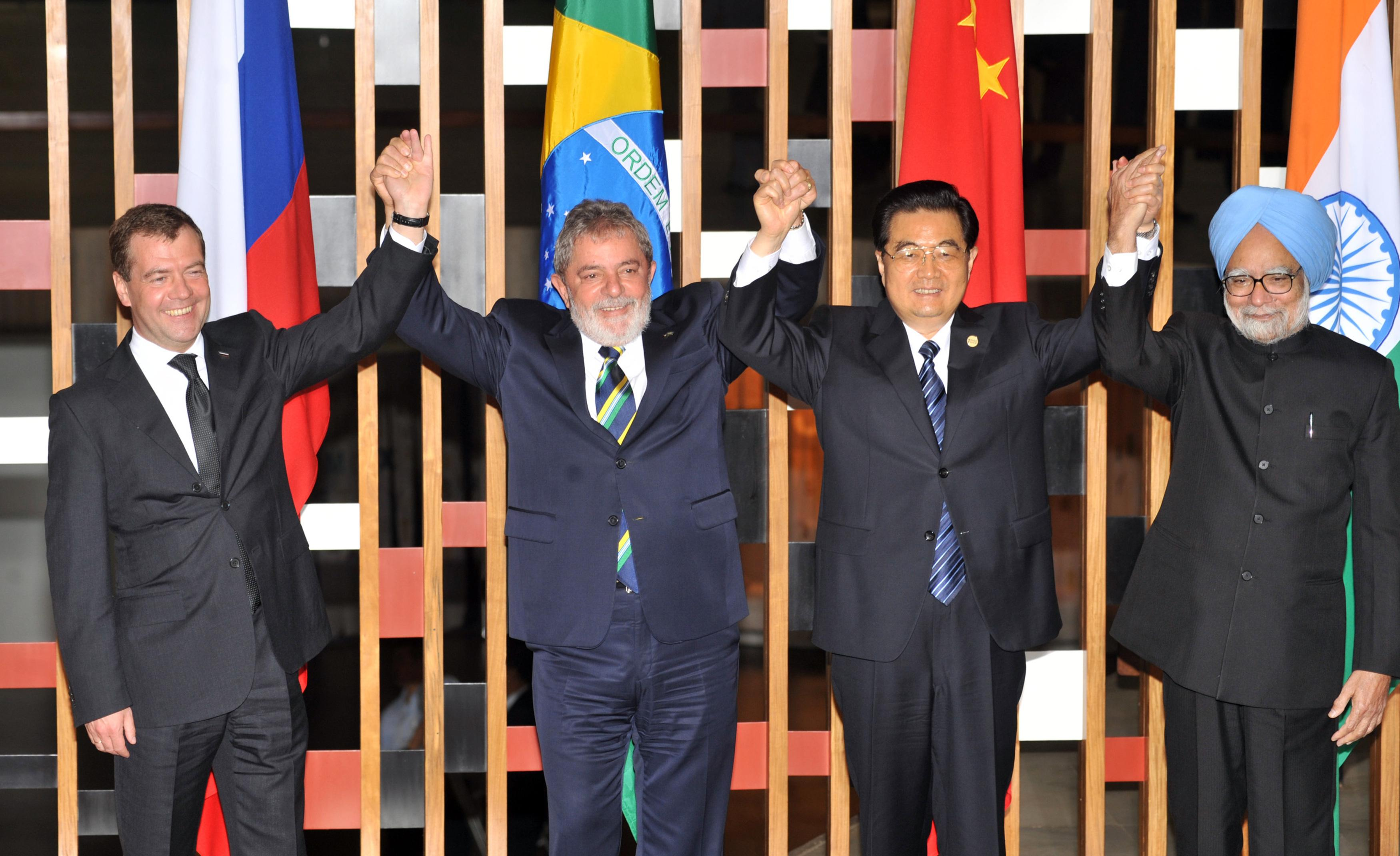
القادة المشاركون في القمة

أعلنت الصين بوضوح أن اليوان لم يكن موضوعًا للنقاش. وعلى الضغوط الكبيرة عليهم للسماح بارتفاع قيمة عملتهم كان الصينيين متمسكون بموقفهم. رغم رفضهم للنقاش حول هذا الموضوع فقد انخفضت قيمة العملة.

### التنمية
أعرب رئيس مجلس الدولة الصيني هو جينتاو عن استعداد الصين لتكون شريكًا فاعلًا في التنمية العالمية، وقال عن النمو السريع للصين: "إن الحجم والتعقيد اللذين تتسم بهما التحديات التي نواجهها في مسيرة التنمية ليس لهما مثيل في أي مكان آخر في العالم، وهما نادرا ما شوهدا في تاريخ الإنسانية. ومن الضروري أن نواصل العمل الجاد لفترة طويلة مقبلة. لقد تحمل الشعب الصيني الكثير في التاريخ القريب، ولهذا نحن نقدر السلام والاستقرار والوئام والحرية أكثر من أي شيء آخر. الصين المزدهرة والمتطورة الملتزمة بالسلام والتعاون، مستعدة وقادرة على تقديم مساهمات جديدة وأكبر لتحقيق السلام والتنمية الإنسانية".

### تعزيز البريك
دعت الهند إلى تعزيز أهمية كل من مجموعة البريك ومجموعة دول أمريكا اللاتينية والكاريبي (IBSA). نادى رئيس الوزراء الهندي مانموهان سينغ بتعاون متين في مجالات الطاقة والأمن الغذائي واستغلال إمكانيات قطاعات أخرى كالتجارة والاستثمار والعلوم والتكنولوجيا والبنية التحتية. أشار أن الجمع بين خبرات هذه الدول يمكن أن يقود إلى تنمية أكثر شمولية. "نحن دول كبرى بموارد غنية وسكان كثر ومجتمعات متنوعة... نسعى لتحقيق نمو سريع لأنفسنا ولبيئة خارجية تساعد على تحقيق أهدافنا التنموية. يأمل شعبنا في أن نعمل معًا لجلب فوائد التنمية الاجتماعية والاقتصادية الشاملة لهم. تشمل مجموعتنا اثنين من أكبر منتجي الطاقة واثنين من أكبر المستهلكين عالميًا. نستطيع التعاون في مجالات المنبع والمصب، وفي تطوير أنواع جديدة من الوقود وتقنيات الطاقة النظيفة".

## التفاعلات
ذكرت وسيلة إعلامية هندية أن الاجتماع كان "رداً قمة مجموعة الدول الصناعية السبع"، وذكرت إلى أنه "يعزز الجهود المشتركة لتحقيق تأثير جماعي أكبر ضمن الهيكل المتغير للنظام الدولي". وقد أشار المستثمرون إلى الهند والصين أفضل دولتين للاستثمار في مجموعة بريكس، فتعتبر الهند الخيار الأمثل للاستثمار طويل الأجل، على التحديات التي تواجهها في تمويل تحديث البنية التحتية المتهالكة، بسبب ارتفاع مستويات الديون والتحفظات تجاه الاستثمار الأجنبي والخصخصة. لكن أضيف أن "هذه الأسواق النامية بسرعة من المتوقع أن تحقق عوائد أعلى من المتوسط".